# Seznam poslaneckých klubů Poslanecké sněmovny Parlamentu České republiky
Seznam poslaneckých klubů uvádí přehled klubů Poslanecké sněmovny Parlamentu České republiky, v nichž se sdružují poslanci jedné nebo více politických stran. Klub danou stranu reprezentuje na sněmovní půdě a umožňuje jí formulovat a prosazovat zájmy jednotně a koordinovaně. Ústava s existencí poslaneckých klubů přímo nepočítala. Zavedl je až jednací řád; podle judikatury se jedná o zvláštní typ orgánu Poslanecké sněmovny.
Každý poslanec může být členem jen jednoho klubu a stejně tak každá politická strana může mít jen jeden poslanecký klub, sloučený klub více politických stran je možný. K ustavení poslaneckého klubu na začátku nového volebního období jsou oprávněni poslanci zvolení do Sněmovny za samostatně kandidující politickou stranu; k ustavení takového klubu je třeba nejméně tří poslanců. Těmto poslaneckým klubům je poskytován příspěvek z rozpočtu Sněmovny, a to v závislosti na počtu poslanců, kteří jsou členy. U poslanců nezvolených za samostatně kandidující politickou stranu (byli např. zvoleni za koalici, nebo jako nezávislí) je třeba k ustavení poslaneckého klubu nejméně 10 poslanců a takovýto klub nemá nárok na příspěvek z rozpočtu Sněmovny. Každý poslanecký klub má svého předsedu, který jedná jeho jménem, a zastupující místopředsedy. Jednací řád dává poslaneckým klubům řadu možností, jak ovlivnit jednání Sněmovny, např. jejich předsedům se podobně jako prezidentu republiky nebo členovi vlády udělí slovo, kdykoli o to požádají. Pro svou politickou činnost mohou poslanecké kluby užívat prostory Sněmovny.

## Seznam poslaneckých klubů

### Volební období 2021–2025
- Poslanecký klub ANO 2011
- Poslanecký klub Občanské demokratické strany
- Poslanecký klub Starostové a nezávislí
- Poslanecký klub KDU-ČSL
- Poslanecký klub Svoboda a přímá demokracie
- Poslanecký klub TOP 09
- Poslanecký klub České pirátské strany

### Bývalé
- Poslanecký klub Občanské demokratické aliance
- Poslanecký klub Sdružení pro republiku – Republikánské strany Československa
- Poslanecký klub Unie svobody – Demokratické unie
- Poslanecký klub Strany zelených
- Poslanecký klub TOP 09 a Starostové
- Poslanecký klub Věcí veřejných
- Poslanecký klub Úsvit – Národní Koalice
- Poslanecký klub Komunistické strany Čech a Moravy
- Poslanecký klub České strany sociálně demokratické

## Poslanecké kluby dle volebních období
Počet poslanců označuje stav po volbách, pozdější změny v klubech nejsou zohledněny.

### 1992–1996
| Strana | Strana  | Předseda klubu                             | Předseda strany                   | Počet poslanců | Působení ve Sněmovně           |
| ------ | ------- | ------------------------------------------ | --------------------------------- | -------------- | ------------------------------ |
|        | ODS     | Jiří Honajzer                              | Václav Klaus                      | 66             | Koalice (s KDU-ČSL, ODA a KDS) |
|        | LB      | Jaroslav Ortman                            | Marie Stiborová, Jaroslav Ortman  | 24             | opozice                        |
|        | KSČM    | Václav Exner                               | Jiří Svoboda, Miroslav Grebeníček | 11             | opozice                        |
|        | ČSSD    | Karel Hrdý, Zdeněk Trojan, Stanislav Gross | Jiří Horák, Miloš Zeman           | 16             | opozice                        |
|        | LSU     | –                                          | František Trnka                   | 16             | opozice                        |
|        | KDU-ČSL | Ludvík Motyčka, Miloslav Výborný           | Josef Lux                         | 15             | Koalice (s ODS, ODA a KDS)     |
|        | SPR-RSČ | Jan Vik                                    | Miroslav Sládek                   | 14             | opozice                        |
|        | ODA     | Ivan Mašek                                 | Jan Kalvoda                       | 14             | Koalice (s ODS, KDU-ČSL a KDS) |
|        | HSD-SMS | Petr Kavan                                 | Jan Kryčer                        | 14             | opozice                        |
|        | KDS     | –                                          | Václav Benda, Ivan Pilip          | 10             | Koalice (s ODS, KDU-ČSL a ODA) |

### 1996–1998
| Strana | Strana  | Předseda klubu                                         | Předseda strany                               | Počet poslanců | Působení ve Sněmovně      |
| ------ | ------- | ------------------------------------------------------ | --------------------------------------------- | -------------- | ------------------------- |
|        | ODS     | Jiří Honajzer, Milan Uhde, Jan Černý, Vlastimil Tlustý | Václav Klaus                                  | 68             | Koalice (s KDU-ČSL a ODA) |
|        | ČSSD    | Stanislav Gross                                        | Miloš Zeman                                   | 61             | opozice                   |
|        | KSČM    | Vojtěch Filip                                          | Miroslav Grebeníček                           | 22             | opozice                   |
|        | KDU-ČSL | Miloslav Výborný, Josef Borák, Josef Janeček           | Josef Lux                                     | 18             | Koalice (s ODS a ODA)     |
|        | SPR-RSČ | Jan Vik                                                | Miroslav Sládek                               | 18             | opozice                   |
|        | ODA     | Ivan Mašek, Karel Ledvinka                             | Jan Kalvoda, Michael Žantovský, Jiří Skalický | 13             | Koalice (s ODS a KDU-ČSL) |

### 1998–2002
| Strana | Strana  | Předseda klubu                                     | Předseda strany                       | Počet poslanců | Působení ve Sněmovně |
| ------ | ------- | -------------------------------------------------- | ------------------------------------- | -------------- | -------------------- |
|        | ČSSD    | Stanislav Gross, Zdeněk Škromach, Bohuslav Sobotka | Miloš Zeman, Vladimír Špidla          | 74             | Jednobarevná vláda   |
|        | ODS     | Vlastimil Tlustý                                   | Václav Klaus                          | 63             | opozice              |
|        | KSČM    | Vojtěch Filip                                      | Miroslav Grebeníček                   | 24             | opozice              |
|        | KDU-ČSL | Jan Kasal, Josef Lux, Jan Kasal                    | Josef Lux, Jan Kasal, Cyril Svoboda   | 20             | opozice              |
|        | US      | Vladimír Mlynář, Karel Kühnl                       | Jan Ruml, Karel Kühnl, Hana Marvanová | 19             | opozice              |

### 2002–2006
| Strana | Strana  | Předseda klubu                                            | Předseda strany                                     | Počet poslanců | Působení ve Sněmovně         |
| ------ | ------- | --------------------------------------------------------- | --------------------------------------------------- | -------------- | ---------------------------- |
|        | ČSSD    | Bohuslav Sobotka, Milan Urban, Michal Kraus, Michal Hašek | Vladimír Špidla, Stanislav Gross, Jiří Paroubek     | 70             | Koalice (s KDU-ČSL a US-DEU) |
|        | ODS     | Vlastimil Tlustý                                          | Mirek Topolánek                                     | 58             | opozice                      |
|        | KSČM    | Vojtěch Filip, Pavel Kováčik                              | Miroslav Grebeníček, Vojtěch Filip                  | 41             | opozice                      |
|        | KDU-ČSL | Jan Kasal, Jaromír Talíř                                  | Cyril Svoboda, Miroslav Kalousek                    | 23             | Koalice (s ČSSD a US-DEU)    |
|        | US-DEU  | Vladimír Mlynář, Karel Kühnl                              | Hana Marvanová, Ivan Pilip, Petr Mareš, Pavel Němec | 8              | Koalice (s ČSSD a KDU-ČSL)   |

### 2006–2010
| Strana | Strana  | Předseda klubu                                            | Předseda strany                              | Počet poslanců | Působení ve Sněmovně                             |
| ------ | ------- | --------------------------------------------------------- | -------------------------------------------- | -------------- | ------------------------------------------------ |
|        | ODS     | Vlastimil Tlustý, Petr Tluchoř                            | Mirek Topolánek, Petr Nečas                  | 81             | Jednobarevná vláda, pak Koalice (s KDU-ČSL a SZ) |
|        | ČSSD    | Michal Hašek, Bohuslav Sobotka                            | Jiří Paroubek                                | 74             | opozice                                          |
|        | KSČM    | Pavel Kováčik                                             | Vojtěch Filip                                | 26             | opozice                                          |
|        | KDU-ČSL | Miroslav Kalousek, Jan Kasal, Pavel Severa, Cyril Svoboda | Miroslav Kalousek, Jiří Čunek, Cyril Svoboda | 13             | Koalice (s ODS a SZ)                             |
|        | SZ      | –                                                         | Martin Bursík, Ondřej Liška                  | 6              | Koalice (s ODS a KDU-ČSL)                        |

### 2010–2013
| Strana | Strana | Jméno                                                                    | Předseda strany                 | Počet poslanců | Působení ve Sněmovně     |
| ------ | ------ | ------------------------------------------------------------------------ | ------------------------------- | -------------- | ------------------------ |
|        | ČSSD   | Bohuslav Sobotka, Jeroným Tejc                                           | Jiří Paroubek, Bohuslav Sobotka | 56             | opozice                  |
|        | ODS    | Petr Tluchoř, Zbyněk Stanjura, Marek Benda                               | Petr Nečas                      | 53             | Koalice (s TOP 09 a VV)  |
|        | TOP 09 | Petr Gazdík                                                              | Karel Schwarzenberg             | 41             | Koalice (s ODS a VV)     |
|        | KSČM   | Pavel Kováčik                                                            | Vojtěch Filip                   | 26             | opozice                  |
|        | VV     | Josef Dobeš, Kristýna Kočí, Karolína Peake, Vít Bárta, Kateřina Klasnová | Radek John, Vít Bárta           | 24             | Koalice (s ODS a TOP 09) |

### 2013–2017
| Strana | Strana  | Jméno                                                           | Předseda strany                        | Počet poslanců | Působení ve Sněmovně       |
| ------ | ------- | --------------------------------------------------------------- | -------------------------------------- | -------------- | -------------------------- |
|        | ČSSD    | Jeroným Tejc, Roman Sklenák                                     | Bohuslav Sobotka, Milan Chovanec       | 50             | Koalice (s ANO a KDU-ČSL)  |
|        | ANO     | Jaroslav Faltýnek                                               | Andrej Babiš                           | 47             | Koalice (s ČSSD a KDU-ČSL) |
|        | KSČM    | Pavel Kováčik                                                   | Vojtěch Filip                          | 33             | opozice                    |
|        | TOP 09  | Petr Gazdík, Miroslav Kalousek, František Laudát, Michal Kučera | Karel Schwarzenberg, Miroslav Kalousek | 26             | opozice                    |
|        | ODS     | Zbyněk Stanjura                                                 | Petr Fiala                             | 16             | opozice                    |
|        | Úsvit   | Radim Fiala, Marek Černoch                                      | Tomio Okamura, Miroslav Lidinský       | 14             | opozice                    |
|        | KDU-ČSL | Pavel Bělobrádek, Marian Jurečka, Jiří Mihola                   | Pavel Bělobrádek                       | 14             | Koalice (s ČSSD a ANO)     |

### 2017–2021
| Strana | Strana  | Předseda klubu                     | Místopředsedové klubu                                                                                   | Předseda strany               | Počet poslanců | Působení ve Sněmovně | Link |
| ------ | ------- | ---------------------------------- | --- | ----------------------------- | -------------- | -------------------- | ---- |
|        | ANO     | Jaroslav Faltýnek                  | Roman Kubíček, Josef Hájek, Jan Volný, Jana Pastuchová, Pavel Pustějovský, Klára Dostálová, Jan Richter | Andrej Babiš                  | 78             | Koalice (s ČSSD)     | Zde  |
|        | ODS     | Zbyněk Stanjura                    | Jana Černochová, Ivan Adamec, Jan Bauer, Marek Benda, Jan Skopeček                                      | Petr Fiala                    | 23             | opozice              | Zde  |
|        | Piráti  | Jakub Michálek                     | Lukáš Černohorský, Dana Balcarová, Martin Jiránek, Lukáš Kolařík                                        | Ivan Bartoš                   | 22             | opozice              | Zde  |
|        | SPD     | Radim Fiala                        | Radek Rozvoral                                                                                          | Tomio Okamura                 | 19             | opozice              | Zde  |
|        | ČSSD    | Jan Chvojka                        | Ondřej Veselý, Kateřina Valachová                                                                       | Jan Hamáček                   | 15             | Koalice (s ANO)      | Zde  |
|        | KSČM    | Pavel Kováčik                      | Hana Aulická Jírovcová, Leo Luzar                                                                       | Vojtěch Filip                 | 15             | opozice              | Zde  |
|        | KDU-ČSL | Jan Bartošek                       | Ondřej Benešík, Jiří Mihola                                                                             | Marek Výborný, Marian Jurečka | 10             | opozice              | Zde  |
|        | TOP 09  | Miroslav Kalousek, Vlastimil Válek | František Vácha, Dominik Feri, Markéta Pekarová Adamová                                                 | Markéta Pekarová Adamová      | 7              | opozice              | Zde  |
|        | STAN    | Jan Farský                         | Petr Gazdík, Věra Kovářová                                                                              | Vít Rakušan                   | 6              | opozice              | Zde  |

### 2021–2025
| Strana | Strana  | Předseda klubu               | Místopředsedové klubu                                                                                           | Předseda strany          | Počet poslanců | Působení ve Sněmovně                        | Link |
| ------ | ------- | ---------------------------- | --- | ------------------------ | -------------- | ------------------------------------------- | ---- |
|        | ANO     | Alena Schillerová            | Jaroslav Faltýnek, Karel Havlíček, Patrik Nacher, Richard Brabec, Aleš Juchelka, Jana Pastuchová, Milan Feranec | Andrej Babiš             | 72             | opozice                                     | Zde  |
|        | ODS     | Zbyněk Stanjura, Marek Benda | Jana Černochová, Jan Skopeček, Ivan Adamec, Jan Bauer, Marek Benda, Eva Decroix                                 | Petr Fiala               | 34             | Koalice (se STAN, KDU-ČSL, TOP 09 a Piráti) | Zde  |
|        | STAN    | Jan Farský, Josef Cogan      | Věra Kovářová, Petr Gazdík, Michaela Opltová, Josef Cogan, Lukáš Vlček, Jan Lacina, Viktor Vojtko, Jan Kuchař   | Vít Rakušan              | 33             | Koalice (se ODS, KDU-ČSL, TOP 09 a Piráti)  | Zde  |
|        | KDU-ČSL | Marek Výborný, Aleš Dufek    | Vít Kaňkovský, Marie Jílková, Jiří Navrátil                                                                     | Marian Jurečka           | 23             | Koalice (se ODS, STAN, TOP 09 a Piráti)     | Zde  |
|        | SPD     | Radim Fiala                  | Radek Rozvoral                                                                                                  | Tomio Okamura            | 20             | opozice                                     | Zde  |
|        | TOP 09  | Jan Jakob                    | Helena Langšádlová, Michal Kučera, Martina Ochodnická                                                           | Markéta Pekarová Adamová | 14             | Koalice (se ODS, STAN, KDU-ČSL a Piráti)    | Zde  |
|        | Piráti  | Jakub Michálek               | Olga Richterová                                                                                                 | Ivan Bartoš              | 4              | Koalice (se ODS, STAN, KDU-ČSL a TOP 09)    | Zde  |